# Krivelj
Krivelj (Servisch cyrillisch Кривељ) is een plaats in de Servische gemeente Bor. De plaats telt 1316 inwoners (2002).